# 川口市立上青木小学校
川口市立上青木小学校（かわぐちしりつ かみあおきしょうがっこう）は、埼玉県川口市上青木西三丁目にある公立小学校。

## 沿革
- 1873年2月 - 青木学校として創立
- 1873年5月 - 第11番中学区2番小学校に改称
- 1881年4月 - 青木学校から分離して上青木小学校として独立開校
- 1925年4月 - 青木尋常高等小学校に改称
- 1933年4月 - 川口第4小学校に改称
- 1947年4月 - 川口市立上青木小学校に改称
- 1948年4月 - 川口市立青木北小学校を分離
- 1953年3月 - 校章制定
- 1958年3月 - 校歌、校旗制定
- 1969年4月 - 川口市立前川東小学校を分離
- 1972年4月 - 川口市立上青木南小学校を分離
- 2002年4月 - 特殊学級1学級（知的障害）を開設
- 2004年4月 - 特殊学級1学級（情緒障害）を開設[1]

## 教育目標
- いつも健康で明るい子ども
- 仲よく最後までがんばる子ども
- よく考え進んで勉強する子ども[2]

## 通学区域
- 上青木西一丁目 - 一部
- 上青木西二丁目 - 一部
- 上青木西三丁目 - 全域
- 上青木西四丁目 - 全域
- 上青木西五丁目 - 全域
- 上青木二丁目 - 一部
- 上青木三丁目 - 一部
- 上青木四丁目 - 全域
- 上青木五丁目 - 全域
- 南前川一丁目 - 全域
- 南前川二丁目 - 全域[3]